# Okresní soud v Chomutově
Okresní soud v Chomutově je okresní soud se sídlem v Chomutově, jehož odvolacím soudem je Krajský soud v Ústí nad Labem. Rozhoduje jako soud prvního stupně ve všech trestních a civilních věcech, ledaže jde o specializovanou agendu (nejzávažnější trestné činy, insolvenční řízení, spory ve věcech obchodních korporací, hospodářské soutěže, duševního vlastnictví apod.), která je svěřena krajskému soudu.
Soud se zčásti nachází v historické budově v ulici Na Příkopech a zčásti v moderní budově na ulici Partyzánská.

## Soudní obvod
Obvod Okresního soudu v Chomutově se shoduje s okresem Chomutov, patří do něj tedy území těchto obcí:
Bílence •
Blatno •
Boleboř •
Březno •
Černovice •
Domašín •
Droužkovice •
Hora Svatého Šebestiána •
Hrušovany •
Chbany •
Chomutov •
Jirkov •
Kadaň •
Kalek •
Klášterec nad Ohří •
Kovářská •
Kryštofovy Hamry •
Křimov •
Libědice •
Loučná pod Klínovcem •
Málkov •
Mašťov •
Měděnec •
Místo •
Nezabylice •
Okounov •
Otvice •
Perštejn •
Pesvice •
Pětipsy •
Račetice •
Radonice •
Rokle •
Spořice •
Strupčice •
Údlice •
Vejprty •
Veliká Ves •
Vilémov •
Vrskmaň •
Všehrdy •
Všestudy •
Výsluní •
Vysoká Pec